# Cerkiew św. Mikołaja Nadieina w Jarosławiu
Cerkiew św. Mikołaja Nadieina – XVII-wieczna cerkiew prawosławna w Jarosławiu. Obecnie, podobnie jak cerkwie św. Eliasza, Narodzenia Pańskiego, Objawienia Pańskiego i św. Jana Chrzciciela jest udostępniana do zwiedzania w ramach Jarosławskiego Muzeum-Rezerwatu Architektury, Historii i Sztuki. Jest również wymieniona (bez wskazania przynależności parafialnej) wśród cerkwi dekanatu jarosławskiego centralnego eparchii jarosławskiej Rosyjskiego Kościoła Prawosławnego.

## Historia
Jak informują tablice we wnętrzu świątyni, budowa cerkwi rozpoczęła się w 1620, zaś jej poświęcenie, przez metropolitę rostowskiego i jarosławskiego Warłaama, miało miejsce dwa lata później. Budowniczowie obiektu sakralnego są nieznani, istnieje jedynie przypuszczenie, że przy świątyni pracowali ci sami ludzie, którzy w latach poprzednich pracowali przy budowie monasteru Przemienienia Pańskiego w Jarosławiu – artel kierowana przez Pankratija Timofiejewa i Nazara Borisowa. Fundatorem świątyni był jeden z najzamożniejszych jarosławskich kupców Nadieja Swietiesznikow, którego imię weszło do obiegowej nazwy cerkwi. Na patrona cerkwi wybrał on Mikołaja z Miry, w prawosławnej tradycji opiekuna kupiectwa. 
Cerkiew św. Mikołaja Nadieina była wzorem dla budowniczych kolejnych jarosławskich świątyń: cerkwi św. Dymitra Sołuńskiego i cerkwi Narodzenia Pańskiego. 
Budynek był wielokrotnie przebudowywany, pierwszy raz w 1695. Całkowicie zmieniono wówczas jego wygląd i rozplanowanie przestrzenne, po czym nastąpiła powtórna konsekracja cerkwi. W ramach przebudowy dostawiono boczny ołtarz św. Aleksandra Świrskiego, podwyższono dzwonnicę i powiększono okna. W XVIII w. dwukrotnie zmieniano konstrukcję dachu, a w 1768 prawdopodobnie dostawiono cebulastą kopułkę. W 1836 rozebrano kopuły znajdujące się pierwotnie w narożnikach cerkwi, a na dzwonnicy umieszczono zegar, który pozostawał w tym miejscu do końca stulecia. Wskutek przebudowy cerkiew straciła wiele z pierwotnego monumentalizmu. 
Cerkiew została zamknięta po rewolucji październikowej. W 1947 wpisano ją do rejestru zabytków. W 1959 obiekt znalazł się we władaniu niedawno utworzonego Jarosławskiego Muzeum-Rezerwatu Historii, Architektury i Sztuki. W latach 1959–1960 prace badawcze w budynku, a następnie restaurację części cerkwi przeprowadziła E. Dobrowolska. W latach 1976–1978 odremontowano elewacje i wnętrze nieczynnej świątyni. 
W 2007 rozpoczęto prace nad odkryciem i konserwacją fresków wykonanych w świątyni bezpośrednio po jej budowie.

## Architektura
Fundator cerkwi zbudował ją według modelu przewidywanego zwyczajowo dla soborów. Świątynia posadowiona jest na wysokim podklecie i była pierwotnie zwieńczona pięcioma kopułami – w latach 30. XIX w. pozostawiono z nich tylko jedną, centralną. W cerkwi znajdowały się trzy ołtarze – św. Mikołaja, Zwiastowania oraz św. Michała Maleina, świętego patrona cara Michała Romanowa. Ołtarz poświęcony tej mało znanej na Rusi postaci miał być wyrazem szacunku wobec cara, twórcy nowej dynastii. Z kolei ołtarz Zwiastowania miał wyobrażać modlitwę dziękczynną do Matki Bożej za pokonanie polskich wojsk interwencyjnych. Do nawy znajdującej się przed tym ołtarzem i związanego z nią prezbiterium prowadziło odrębne wejście, gdyż fundator traktował tę część cerkwi jako autonomiczną prywatną kaplicę, odrębną przestrzeń sakralną. W 1695 dostawiono jeszcze ołtarz św. Aleksandra Świrskiego. 
W 1640 w świątyni powstał kompleks fresków, rozmieszczonych w pięciu rzędach. Ich twórcami byli Lubim Agiejew z Kostromy, Stiefan Jefimiejew z Jarosławia, Iwan Murawjew z Niżnego Nowogrodu, pod kierunkiem których pracowało dalszych 17 autorów. Freski przedstawiają historię Adama i Ewy, budowę Arki Przymierza, wyjście Żydów z niewoli egipskiej, Sąd Ostateczny, a także postacie książąt jarosławskich i carów rosyjskich oraz św. Eliasza. 
Odrębna kompozycja ukazuje sceny z życia patrona cerkwi. Ujęte w trzy pasy kompozycje znajdują się w nawie głównej cerkwi. Wykonano je w stylu naśladującym klejma z ikon z żywotem świętych, przy zachowaniu maksymalnej oszczędności w detalu i na tle bardzo uproszczonego krajobrazu. Świętego Mikołaja ukazano zarówno w scenach zaczerpniętych z najstarszych żywotów (ratowanie niesłusznie skazanych, rozdawanie jałmużny biednym), ale i w scenach opartych na legendach ruskich (wskrzeszenie chłopca, który utonął w Dnieprze, uratowanie ikon z Narwy przed spaleniem i przewiezienie ich do Moskwy) oraz jednym podaniu serbskim (przywrócenie wzroku oślepionemu Stefanowi Uroszowi Deczańskiemu). 
W północno-zachodnim narożniku przedsionka przed nawą w części cerkwi poświęconej Zwiastowaniu znajduje się cykl piętnastu fresków ukazujących historię młodzieńca, który znalazł złoto, a następnie został zabity przez chciwych mnichów. Kolejna scena ukazuje widzenie św. Jana Klimaka, w którym wiarołomni mnisi są przeganiani przez diabły sprzed bram raju. Pojawienie się w cerkwi scen o wyraźnie antymonastycznym zabarwieniu oddaje trwającą w XVII-wiecznym Jarosławiu rywalizację między kupcami i miastem w ogólności a monasterem Przemienienia Pańskiego.
Ikonostas w cerkwi powstał na podstawie szkicu Fiodora Wołkowa w XVII w. Wstawiono do niego kilka starszych ikon, w tym XVI-wieczny wizerunek patrona świątyni ze scenami z żywota.